# ثقب المصاص
ثقب المصاص هو مصطلح عام يشير إلى موجة قصيرة من الطقس الجيد الذي «يخرج» البحارة من مغادرة الميناء في الوقت المناسب لاستئناف العاصفة بكامل قوتها.
يمكن أن يشير أيضًا إلى الفواصل في الغطاء السحابي، مما يدفع الفلكيين إلى محاولة إجراء ملاحظات، فقط لإغلاق السحابة مرة أخرى.
«ثقب المصاص» هو أيضًا مصطلح في الطيران، والذي يشير إلى شكل أصغر من نفس الظاهرة، ولكن مع المراقب (الطيار) فوق الحفرة بدلاً من أدناه، مما يعني أن الطيار يرغب في التحليق عبر الحفرة. إنه وضع خطير للغاية لأن الطيار لا يستطيع أن يخبر من فوق بعمق الحفرة، وبالفعل قد تذهب الحفرة إلى الأرض تمامًا مما لا يترك الطيار أي وسيلة للصعود من الحفرة بمجرد اتخاذ قرار الطيران في الحفرة.

## روابط خارجية
What Is A Sucker Hole? by Steve Pool, September 18, 2003.